# Sven Björling
Sven Åke Björling, född 30 juli 1913 på Lidingö, död 12 oktober 1985 i S:t Matteus församling, Stockholm, var en svensk skådespelare, rekvisitör, passare med mera. Han var bror till skådespelaren John E. Björling. Björling arbetade vid Sandrew-Ateljéerna under 1940-1960-talen som rekvisitör.

## Filmografi
- 1949 – Fängelse
- 1961 – Svenska Floyd
- 1968 – Rätt man (TV-teater)
- 1970 – Lyckliga skitar
- 1971 – Troll

### Fotnoter
1. ↑  ”Sven Björling”. Svensk Filmdatabas. http://www.sfi.se/sv/svensk-filmdatabas/Item/?type=PERSON&itemid=64285&ref=%2ftemplates%2fSwedishFilmSearchResult.aspx%3fid%3d1225%26epslanguage%3dsv%26searchword%3dSven+Bj%C3%B6rling%26type%3dPerson%26match%3dBegin%26page%3d1%26prom%3dFalse. Läst 1 juli 2012.